# David Goffin
David Goffin (phát âm tiếng Pháp: [david ɡɔfɛ̃]; sinh ngày 7 tháng 12 năm 1990) là một vận động viên quần vợt người Bỉ có thứ hạng đánh đơn ATP cao nhất là vị trí số 7 trên thế giới. Anh hiện tại đang là tay vợt nam có thứ hạng cao nhất Bỉ và duy nhất trong top 10 của Bỉ. Goffin có 5 danh hiệu ATP, và đã 7 lần vào ATP Finals, thành tích tốt nhất là tại ATP World Tour Finals 2017.
Bức đột phá đầu tiên của Goffin là vào giải Grand Slam đầu tiên mà anh tham dự, Giải quần vợt Pháp Mở rộng 2012 khi là tay vợt thua cuộc may mắn. Anh đã vào được vòng bốn khi anh thua Roger Federer sau 4 set đấu. Goffin đã vào vòng tứ kết Giải quần vợt Pháp Mở rộng 2016 và Giải quần vợt Úc Mở rộng 2017, thua trước Dominic Thiem và Grigor Dimitrov. Tại ATP World Tour Finals 2017, Goffin đã đánh bại Dominic Thiem, tay vợt số 1 thế giới Rafael Nadal và tay vợt số 2 thế giới Roger Federer để vào vòng chung kết khi anh thua trước Grigor Dimitrov.